# 公利医院
公利医院，全称上海市浦东新区公利医院（第二军医大学附属公利医院），坐落于上海市浦东新区苗圃路219号，是一家公立三级乙等医院，是海军军医大学（原第二军医大学）附属医院。

## 历史
1943年京江公所严真等人于灵宝路(今重庆南路)268弄18号创办私立上海公利医院。初期仅有床位54张，医师7人，护士6人，设内、外、产、肺科。1956年改制公立，1958年8月搬迁至浦东洋泾，与洋泾诊疗站并建洋泾人民医院，院址在洋泾镇沈家弄路948号。1976年成立新门诊部，大门改在东面即现在的苗圃路43号，1996年恢复原名公利医院。2014年成为第二军医大学附属医院（非直属）。

## 重点学科

### 上海市重点专科
泌尿外科、神经内科、临床药学、耳鼻咽喉科

### 上海市临床优势专科
中医妇科